# ميتشيل ماليا
ميتشيل ماليا (بالإنجليزية: Mitchell Mallia)‏ هو لاعب كرة قدم أسترالي في مركز الهجوم، ولد في 22 مارس 1992 في Liverpool, New South Wales ‏ في أستراليا. شارك مع منتخب أستراليا تحت 17 سنة لكرة القدم ومنتخب أستراليا تحت 23 سنة لكرة القدم. أما مع النوادي، فقد لعب مع نادي بلاكتاون سيتي.

## وصلات خارجية
- ميتشيل ماليا على موقع قاعدة بيانات كرة القدم.إي يو (الإنجليزية)
- ميتشيل ماليا على موقع Soccerway.com (الإنجليزية)